# Roodbuikspitssnavel
De roodbuikspitssnavel (Conirostrum speciosum) is een zangvogel uit de familie Thraupidae (tangaren).

## Verspreiding en leefgebied
Deze soort telt 3 ondersoorten:
- C. s. guaricola: noordelijk Venezuela.
- C. s. amazonum: oostelijk Colombia en westelijk Venezuela, oostelijk Ecuador en oostelijk Peru, de Guyana's en noordelijk Brazilië.
- C. s. speciosum: van zuidoostelijk Peru en Bolivia tot het zuidelijke deel van Centraal-Brazilië, Paraguay en noordelijk Argentinië.